# The Baxter
Pour les articles homonymes, voir Baxter.

The Baxter, ou Le bon perdant au Québec, est un film américain écrit et réalisé par Michael Showalter, sorti en salles en 2005.

## Fiche technique
- Titre : The Baxter
- Titre québécois : Le bon perdant
- Réalisation et scénario : Michael Showalter
- Producteurs : Galt Niederhoffer, Celine Rattray, Reagan Silber et Daniela Taplin Lundberg
- Coproducteur : Jonathan Shoemaker
- Producteurs exécutifs : Holly Becker, Caroline Kaplan et Jonathan Sehring
- Productrice associée : Erin Elizabeth Owens
- Musique : Theodore Shapiro et Craig Wedren
- Directeur de la photographie : Tim Orr
- Montage : Jacob Craycroft et Sarah Flack
- Distribution des rôles : Susie Farris
- Création des décors : Mark White
- Décorateur de plateau : Lisa Scoppa
- Création des costumes : Jill Kliber et Jill Newell
- Pays de production:  États-Unis
- Date de sortie :
  - États-Unis : 2005

## Distribution
Légende : Version Québécoise = V.Q.
- Michael Showalter (V.Q. : Pierre Auger) : Elliot Sherman
- Elizabeth Banks (V.Q. : Violette Chauveau) : Caroline Swann
- Michelle Williams (V.Q. : Karine Vanasse) : Cecil Mills
- Justin Theroux (V.Q. : Marc-André Bélanger) : Bradley Lake
- Peter Dinklage (V.Q. : Claude Gagnon) : Benson Hedges
- Michael Ian Black (V.Q. : Jean-François Beaupré) : Ed
- David Wain (V.Q. : Antoine Durand) : Louis Lewis
- Paul Rudd (V.Q. : Benoit Éthier) : Dan Abbott
- Jack McBrayer : Ami d'Elliot
- Havilland Morris : Kate Lewis